# قرع مسكي
القرع المسكي (الاسم العلمي: Cucurbita moschata) هو نوع نشأ إما في أمريكا الوسطى أو شمال أمريكا الجنوبية.  وتشمل الأصناف المعروفة باسم القرع أو اليقطين. أصناف C. moschata بشكل عام أكثر تحملا للطقس الحار والرطب من أصناف القرع الكبير C. maxima أو القرع البلدي C. pepo.  كما أنها تظهر بشكل عام مقاومة أكبر للأمراض والحشرات. غالبًا ما يتم صنع حشو فطيرة اليقطين المصنوع تجاريًا من أنواع مختلفة من القرع المسكي. كانت الأنواع الموروثة من جنس القرع موجودة في الأمريكتين قبل وصول البشر.